# Mehmet Görmez

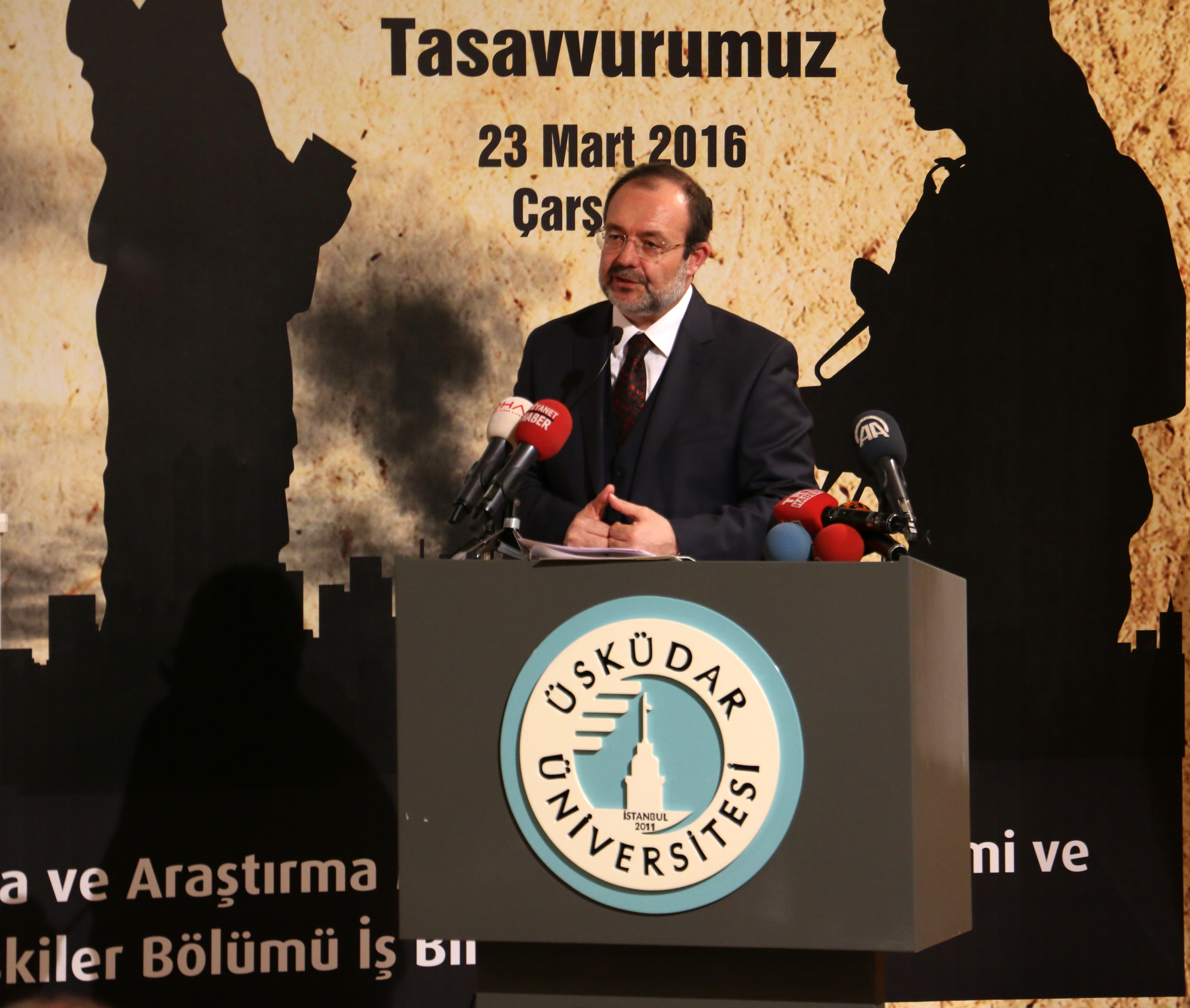
Mehmet Görmez

Mehmet Görmez (* 1. Januar 1959 in Nizip, Provinz Gaziantep, Türkei) ist ein islamischer Theologe. Er war vom 11. November 2011 bis zu seinem Amtsverzicht am 1. August 2017 der 17. Präsident des türkischen Präsidiums für religiöse Angelegenheiten (Diyanet). In dieser Funktion stellte er aus staatlicher Sicht die oberste islamische Autorität des Landes dar.

## Leben
Görmez besuchte die Grundschule in seiner Heimatstadt und die Mittelschule in Gaziantep. Von 1983 bis 1987 studierte er islamische Theologie an der Theologischen Fakultät der Universität Ankara. Anschließend nahm er einen Masterstudiengang in “Hadith-Wissenschaften” auf. Unterdessen arbeitete er in verschiedenen Funktionen für das Diyanet-Präsidium in Kırıkkale und Ankara. 1988–1989 hatte er als Stipendiat des Bildungsministeriums einen einjährigen Studienaufenthalt in Kairo. 1990 schloss er sein Studium ab. 1995 erwarb er den Doktorgrad an der Universität Ankara, lebte ein Jahr in Großbritannien und war von 2001 bis 2003 Dozent an der Hacettepe-Universität in Ankara. Er wurde 1999 Doçent und 2006 Professor.
Ab 2003 war er stellvertretender Leiter des Diyanet. Im November 2010 übernahm er das Präsidium des Diyanet, nachdem sein Vorgänger Ali Bardakoğlu überraschend zurückgetreten war, da Bardakoğlu sich gegen die Versuche vom damaligen Ministerpräsidenten Recep Tayyip Erdoğan gewehrt hatte, die Religionsbehörde seiner AKP-Politik dienstbar zu machen.
Görmez selbst erklärte im Juli 2017, in den Ruhestand treten zu wollen, und trat am 1. August 2017 vom Amt des Präsidenten des Diyanet zurück. Sein Nachfolger wurde Ali Erbaş.
Mehmet Görmez beherrscht neben dem Türkischen drei weitere Sprachen: Arabisch, Englisch und Kurdisch. Er ist verheiratet und hat drei Kinder.

## Gesellschaftliche und religiöse Positionen

### Unantastbarkeit des Menschen
Auf die Frage, wie “der Islam” zur Anwendung von Gewalt stehe, die im Namen Allahs begangen wird, antwortete Görmez folgendermaßen: Der Weg des Islam lehre, dass das Leben, die Würde, der Glaube und der Verstand des Menschen unantastbar seien, denn bereits Imam Abu Hanifa habe gesagt: „Die Unantastbarkeit des Menschen, entspringt dem Mensch-Sein selbst.“, das heißt, die Ehrwürdigkeit des Menschen sei stets zu achten und ihm dürfe keinerlei Schaden in Form von Gewalt, ob physisch oder psychisch, zugefügt werden, insofern dies zur Verteidigung oder Abwehr nicht notwendig sei.

### Arrangierte Ehen
Die Frage der Ehe sei laut Görmez “eine der wichtigsten im Leben”. Im Islam sei die Ehe nicht bloß ein Bund zwischen einem Mann und einer Frau. Sie sei das Geben eines Versprechens, ein Annehmen eines Versprechens und eine Einwilligung zur gegenseitigen Verantwortlichkeit. Mit dem Geben eines Versprechens gingen moralische Verpflichtungen, mit dem Annehmen eines Versprechens rechtliche Verpflichtungen und mit der Einwilligung zur gegenseitigen Verantwortlichkeit gleichfalls eine Verantwortung gegenüber Gott einher. Eine Ehe dürfe daher nicht als “etwas einfaches” wahrgenommen werden.
Führe man all dies nun vor Augen, so sei es dem Vater oder der Mutter nicht möglich, ein Mädchen (einen Jungen) zu verheiraten, welche nicht das notwendige Alter und die “Reife zum Muttersein” erreicht und die Entscheidung, eine Ehepartnerin sein zu wollen, nicht eigenständig gefällt hat. Zur Reife gehöre nicht bloß der körperliche, sondern vor allem auch “der geistige Aspekt”, ein Mädchen (Junge), welche die Bedeutung vom Dasein als Ehepartnerin oder dem Konstrukt der Familie nicht verstanden habe, nicht ahne, was es bedeute, Mutter zu sein und welche Verantwortung damit einhergehe, kann keineswegs verheiratet werden. Dies verdeutlichte Mehmet Görmez während seiner Rede vor der Generalversammlung der türkischen Muftis.

### Umgang mit Minderheiten
Auf die Frage, wie Muslime mit Minderheiten – sprich den verschiedenen Kulturen und Ethnien – umzugehen haben, stellte Görmez klar, dass “die Religion des Islam” seit Beginn ihrer Offenbarung “mit Vielfältigkeit stets wohlwollend” umgegangen sei. Der Islam habe “im Gegensatz zu anderen Weltanschauungen und Religionen” die Vielfältigkeit der Menschen, in Form von Ethnie, Sprache und Hautfarbe stets akzeptiert, da sie in Augen der Muslime eine eigene Form der Offenbarung Gottes auf Erden darstellt. In keinster Weise sei es möglich, aufgrund der Unterschiede Menschen auszugrenzen oder sie gar zu bewerten.
Der Islam sei eine universale Religion, die die Botschaft der Barmherzigkeit der gesamten Menschheit zu verkünden habe, somit ist es laut Görmez logischerweise auszuschließen, dass Muslime Diskriminierung oder Benachteiligung anderer jemals befürworten dürfen.

### Sichtweise zum Extremismus und zur Radikalisierung
Görmez kritisiert, dass sowohl die “moslemische Welt” als auch die “Westliche Welt” sich vor einer Konfrontation mit den Hauptursachen, die zu einer Radikalisierung von Jugendlichen und somit letztlich zum Fall in den Extremismus beiträgt, scheue und sie bewusst nicht führe. Die islamische Welt mache es sich zu einfach, wenn sie stets behaupte, dass die Urheber der Radikalisierung die westlichen Staaten seien. Die Westliche Welt wiederum mache es sich zu einfach, wenn sich stets behaupte, die Ursache der Radikalisierung ist der Islam selbst. Vielmehr müssen beide Seiten – insbesondere die moslemische – die verschiedensten Aspekte berücksichtigen, die den Weg zur Radikalisierung ebnen. Diese seien “theologische, soziologische, psychologische und kulturelle Einflüsse”.
Laut internen Untersuchungen des Diyanet seien insbesondere drei Arten von Jugendlichen anfällig für Radikalisierung, so Görmez: Zum einen jene, die traumatischen Erlebnissen oder Gewalt ausgesetzt waren oder gar selbst miterlebten, so sei es schließlich nicht überraschend, dass sich Jugendliche, die in Kriegsgebieten wie im Irak oder in Syrien traumatische Gräuel, Mord und Verachtung erleben, radikalisierten und in die Arme des terroristischen Islamischen Staates getrieben würden. Des Weiteren jene Jugendliche, die eine Identitätskrise erleben würden, und letztlich Jugendliche, die “dem Nihilismus verfallen” seien und verzweifelt nach einem Daseinssinn suchen würden, sprich Jugendliche, die den “Sinn des Lebens, die Liebe zum barmherzigen Schöpfer und den eigenen Wert als Menschen” nicht erkennen mögen und können.
Im Anbetracht dessen appellierte Görmez bereits mehrfach in öffentlichen Auftritten und auf Auslandsreisen, dass die islamische Welt einheitlich – dasselbe Ziel verfolgend – Präventivmaßnahmen entwickeln müsse, die eben jenen Ursachen entgegenwirken, wie es das Diyanet bereits in der Türkei und einigen weiteren Staaten tue.

## Dissens zwischen Sunniten und Schiiten
Während einer Reise in den Iran hielt Görmez vor schiitischen Würdenträgern und Geistlichen eine Rede, in der er auf die Meinungsverschiedenheiten der Sunniten und Schiiten und die daraus resultierenden Gewaltspirale einging. Er fragte, ob denn “nicht genug Blut geflossen” sei, ob “das bisherige Unheil in der islamischen Welt nicht ausreichend” gewesen sei und ob die “Erniedrigung der Muslime” während der Kolonialzeit nicht gereicht hätte, und forderte sowohl sunnitische als auch schiitische Gelehrte und Geistliche dazu auf, den Dissens hinter sich zu lassen und den Meinungsverschiedenheiten mit “Herz, Seele und Gewissen” statt mit Wut und Aggression zu begegnen.
„Die Gemeinschaft der Muslime (Umma) blutet in ihrem Kern, und aus unseren Ländern steigt Feuer empor“, stellte Görmez klar und appellierte, die “Intrigen und Aufwiegelungen” (Fitna), welche “Unheil über die Muslime” gebracht hätten, zu beseitigen und dem Blutvergießen ein Ende zu setzen, denn es fließe “kein sunnitisches oder schiitisches Blut, sondern Blut – das Blut unserer Geschwister”.

### Positionierung zu den Aleviten
Forderungen der Aleviten lehnte Görmez ab. Zu ihren Forderungen nach einer Anerkennung ihrer Glaubensstätten äußerte sich Görmez wie folgt: „Wir haben zwei Anliegen unserer Geschwister. Zum einen, die Forderung der Einbeziehung eigener Lehrinhalte in den islamischen Religionsunterricht und zum anderen, die staatliche Anerkennung ihrer Stätten (Cemevi) als Gotteshäuser.“
Ersteres sei nicht das Problem, denn sowohl Sunniten als auch Aleviten eine die Religion des Islam, eine die gemeinsame Heilige Schrift (Koran), eine der gemeinsame Prophet (Mohammed), eine die gemeinsame Liebe zur Familie des Propheten (Ahl al-bait). Diese und einige weitere Lehrinhalte stünden nicht im Widerspruch zu den Inhalten, die gelehrt würden, und seien bereits Bestandteil des Religionsunterrichtes, stellte Görmez fest.
Beim zweiten Anliegen stelle sich laut Görmez die Frage, ob nicht eine essenzielle Gemeinsamkeit der Muslime aufgegeben würde, wenn neben den Moscheen andere Stätten als islamische Gotteshäuser benannt würden, und dies nicht wider der jahrhundertelangen Traditionen und Werte sei, die die Muslime bisher in ihren gemeinsamen Gebetsstätten einte. Des Weiteren hob er hervor, dass trotz alledem die Stätten der Aleviten zu respektieren seien und ihnen jedwede Unterstützung beim Erbauen und Erhalten ihrer Stätten seitens des Diyanet zustehe, da auch in ihnen Gott, dem Propheten und der heiligen Schrift gedacht werde und es niemandem zustehe, dass Gegenteil zu behaupten.

## Kritik
Schlagzeilen machte Görmez, als er 2015 beabsichtigte, einen Mercedes-Benz S 500 in einer umgerechnet 380.000 Euro teuren Ausführung als Dienstlimousine anzuschaffen, und im Diyanet-Budget diesen Betrag für einstellte. Als die Tageszeitung Hürriyet dies publik machte, erhob sich ein Sturm des Protestes.